# Aelianus Tacticus
Aelianus Tacticus (altgriechisch Αἰλιανὸς ὁ Τακτικὀς, * 1. Jahrhundert; † 2. Jahrhundert) war ein antiker griechischer Militärschriftsteller.
Aelianus verfasste unter dem Kaiser Trajan (regierte 98–117) in Rom das Werk Taktika, das nach einem Vorwort und einer Einleitung die Grundlagen der Kriegführung darlegt, dann die Truppen in Bezug auf die eingesetzte Ausrüstung (Infanterie, Kavallerie) beschreibt und ausführlich die Organisation der Armee sowie Formationen und die Verwendung von Truppen in der Schlacht erklärt. Den Abschluss bilden Darlegungen zu Truppenbewegungen und Märschen sowie zu Befehlen.
Das Werk ist in Inhalt und Aufbau mit den Schriften zur Taktik des Asklepiodotos und des Arrianos verwandt und beruht wohl wie diese auf einem verlorenen Buch, das Poseidonios zur antiken Taktik verfasst hat, das seinerseits vielleicht auf ein ebenfalls verlorenes Werk des Polybios zurückgeht.
Seit dem Mittelalter wurde Aelianus mit Claudius Aelianus verwechselt, einem Sophisten erst des späten 2. Jahrhunderts n. Chr.

## Überlieferung
- Τακτικά (Tactica, lateinisch auch: De instruendis aciebus)

Die älteste Fassung ist im Codex Laurentianus LV 4 bewahrt. Es gibt zwei spätere interpolierte Fassungen, die ins Lateinische und Arabische übersetzt wurden und den deutschen Übersetzungen von Johann Jacobi von Wallhausen (1617) und Albrecht Heinrich Baumgärtner (Frankenthal und Mannheim 1779, Einzelausgabe Mannheim 1768) zugrunde liegen. Eine Ausgabe der ältesten Fassung mit Übersetzung wurde 2017 vom Erfurter Althistoriker Kai Brodersen vorgelegt.